# Masaaki Kanno
Masaaki Kanno (菅野 将晃 Kanno Masaaki?), född 15 augusti 1960 i Kanagawa prefektur, är en japansk tidigare fotbollsspelare.
Kanno började sin karriär 1979 i Furukawa Electric (JEF United Ichihara). Med Furukawa Electric vann han japanska ligan 1985/86 och japanska ligacupen och 1982 och 1986. Efter JEF United Ichihara spelade han för Kyoto Purple Sanga. Han avslutade karriären 1994.